# Броне, Хельге
Хельге Кристиан Броне (дат. Helge Christian Bronée; 28 марта 1922, Нюбёлле, Копенгаген — 3 июня 1999, Дроннингмёлле, Фредериксборг) — датский футболист, крайний нападающий.

## Карьера
Броне начал свою карьеру в клубах Копенгагена Б. 93, «Ханделсстанденс» и «Эстербро», где он играл вместе с другим великолепным форвардом Карлом Оге Престом. В сезоне 1945—1946 Броне забил 26 голов, которые позволили ему не только стать лучшим бомбардиром второго датского дивизиона, но и выйти «Эстербро» в высшую датскую лигу. 9 сентября 1945 года Броне, игрок второй датской лиги, дебютировал в национальной сборной Дании (до этого он 8 августа сыграл за датскую «молодёжку», победившую команду Норвегии со счётом 5:1, из 5 мячей два забил Броне) с норвежцами, в которой датчане были сильнее 5:1, а Броне на 30-й минуте открыл счёт в матче. В сезоне 1946—1947 Броне с 21 мячом в 18 матчах стал лучшим снайпером чемпионата Дании, а «Эстербро» занял 4-е место в своём дебютном сезоне в высшей датской лиге.
Успехи в Дании поспособствовали уезду Броне за границу, в 1948 году он перешёл во французский клуб «Нанси», к сожалению, из-за действовавших в то время правил, Броне, подписав контракт с клубом, автоматически становился профессиональным футболистом, что ставило крест на его карьеру в сборной Дании, в которой разрешалось играть только футболистам-любителям. Броне играл за «Нанси» до 1950 года, «Нанси» в те годы не блистал, из успехов можно выделить лишь полуфинал кубка Франции в год прихода Броне в команду. Из Франции Броне уехал в Италию, где подписал контракт с клубом «Палермо» за 40 миллионов лир, который пошли «Нанси» за уход игрока, твёрдого середнячка серии А, который в оба сезона игры за клуб Броне занимал последовательно 10 и 11 места. Из «Палермо» Броне ушёл в «Рому», которая только что вышла в серию А. В римском клубе Броне был твёрдым игроком основы, а клуб дважды занимал 6-е место в чемпионате. Из «Ромы» Броне перешёл в «Ювентус», серебряный призёр предыдущего чемпионата, где воссоединился со своим бывшим партнёром по «Эстербро» Карлом Оге Престом, но в сезоне 1954—1955 у «Юве» игра не пошла и «Старая синьора» довольствовалась лишь 7-м местом, что поспособствовало «разгону» части игроков, включая и Броне, ушедшего в «Новару», которая, несмотря на все усилия Броне, забившего 10 мячей (из 45 забитых командой), заняла предпоследнее, 17-е место и вылетела в серию B.
После «Новары» Броне вернулся в Данию, где завершил карьеру в Рёдовре и клубе Б. 93.

## Статистика

### Выступления в Серии А
| Сезон   | Клуб    | Игры | Голы |
| ------- | ------- | ---- | ---- |
| 1950/51 | Палермо | 35   | 11   |
| 1951/52 | Палермо | 35   | 11   |
| 1952/53 | Рома    | 32   | 6    |
| 1953/54 | Рома    | 19   | 6    |
| 1954/55 | Ювентус | 29   | 11   |
| 1955/56 | Новара  | 27   | 10   |

### Матчи Броне за сборную Дании
| Матчи Броне за сборную Дании | Матчи Броне за сборную Дании | Матчи Броне за сборную Дании | Матчи Броне за сборную Дании | Матчи Броне за сборную Дании | Матчи Броне за сборную Дании |
| ---------------------------- | ---------------------------- | ---------------------------- | ---------------------------- | ---------------------------- | ---------------------------- |
| №                            | Дата                         | Соперник                     | Счёт                         | Голы Броне                   | Соревнование                 |
| 1                            | 9 сентября 1945              | Норвегия                     | 5:1                          | 1                            | Товарищеский матч            |
| 2                            | 30 сентября 1945             | Швеция                       | 1:4                          | —                            | Товарищеский матч            |
| 3                            | 6 октября 1946               | Швеция                       | 3:3                          | —                            | Товарищеский матч            |
| 4                            | 20 октября 1946              | Норвегия                     | 7:1                          | —                            | Товарищеский матч            |

Итого: 4 матча / 1 гол; 2 победы, 1 ничья, 1 поражение.